# Ermanno Barigozzi
Ermanno Barigozzi (Monza, 1º settembre 1898 – ...) è stato un calciatore italiano, di ruolo centrocampista.

## Biografia
Cresciuto a Monza in una famiglia monzese famosa per le fusioni in ghisa (il fondatore della premiata ditta era stato suo nonno Ermanno) con cui sono stati coperti molti tombini cittadini, ma soprattutto l'ospedale vecchio inaugurato da Re Umberto I nel 1898.

## Carriera
Aveva iniziato a giocare nll'A.C. Monza durante il periodo di guerra. Dopo aver contribuito alla promozione in Prima Categoria, seguì Aldo Sala alla Palestra Ginnastica Fiorentina Libertas, perché Sala aveva svolto il suo servizio e una parte della guerra nella città gigliata nel Genio Telegrafisti.
Alla fusione della P.G.F. Libertas con il Club Sportivo Firenze Barigozzi fece parte della rosa nella squadra viola nel 1926-1927, la prima stagione della squadra gigliata; disputò in stagione 7 presenze, partecipando alla prima partita della storia della Fiorentina, l'amichevole non ufficiale persa per 2-1 contro il Signa. Esordì in Prima Divisione nell'incontro di Reggio Emilia contro la Reggiana vinto per 1-0. Venne ceduto dopo una sola stagione.